# Francisco Cáceres
Francisco Cáceres es un presentador y productor de televisión y radio tres veces ganador del Emmy. Actualmente es conductor del programa matutino de Telemundo, Un Nuevo Día, y contribuye en los programas de la NBC The Today Show y Access Hollywood.
En Latinoamérica, Francisco presentó y produjo Ticket con Francisco Cáceres, el programa de cine de Telecorporación Salvadoreña que se emitió de 2010 a 2015 en Canal 6 de El Salvador y además en la cadena regional de cines Cinemark en Centroamérica y Colombia. Asimismo, condujo diariamente el programa de espectáculos Al Aire de Radio VOX FM.

## Biografía
Nacido un 15 de septiembre en Santa Ana, El Salvador, Francisco posee un máster en Cinematografía de la prestigiosa Escuela de Cine y del Audiovisual de Madrid (ECAM). Además, se graduó con honores como el primero de su promoción de licenciatura en Comunicación Social en la Universidad Centroamericana "José Simeón Cañas" de San Salvador. Habla español, inglés y tiene estudios de francés. En 2021, inició sus estudios en la Universidad de Harvard para obtener un Máster en Administración Pública y Política (MPA) en la Harvard Kennedy School.

## Carrera profesional
Francisco inició su carrera en la televisión a los 20 años en Canal 12 de El Salvador, donde creó, produjo y presentó Premiere, el primer programa semanal de cine de dicho canal; también condujo la sección de Entretenimiento del noticiero estelar Hechos y el segmento de cine de la revista matutina Hola El Salvador. 
En 2009, se integra a Telecorporación Salvadoreña para crear el nuevo programa de cine de la cadena, Ticket con Francisco Cáceres. 
Como corresponsal, ha cubierto los eventos más importantes del mundo del entretenimiento, como los Premios Óscar, los Globos de Oro, los Premios Grammy, el Festival de Cine de Cannes, el Festival Internacional de Cine de Toronto, los Premios Latin Grammy, los Premios Goya, los MTV Movie Awards, Los Premios MTV Latinoamérica. Además, ha entrevistado grandes personalidades del espectáculo como George Clooney, Nicole Kidman, Bono de U2, Madonna, Shakira, Luis Fonsi, Angelina Jolie, Penélope Cruz, Jennifer López, entre otros.
Además, Francisco fue conductor invitado de la telerrevista matutina de Canal 2 Viva la Mañana y en los últimos años ha presentado la Teletón El Salvador.
Antes de trabajar en Canal 12, trabajó como periodista de las secciones Política y Cultura en El Faro, el primer periódico digital de Latinoamérica, donde entrevistó a reconocidas figuras del quehacer político y cultural.
En 2011, Francisco participó en la campaña ecológica "Only you can save the energy" en Estados Unidos.
En julio de ese mismo año, Francisco creó el nuevo programa musical de Telecorporación Salvadoreña, >Play; programa del cual se desvinculó 5 meses después para dedicarse a la radio.
En 2013, se mudó a Miami para trabajar en Telemundo como el experto en cine de la cadena, haciendo segmentos en el programa matutino Un Nuevo Día, Al Rojo Vivo y el Noticiero Mediodía. Ese mismo año comenzó a conducir su propio programa de cine en DirecTV Latinoamérica, OnCINEMA, y fue el presentador principal de Fandango Cine, la versión en español del popular website de noticias y compra de boletos de cine Fandango.com.
En 2015, ingresó a la Asociación de Críticos de Cine de Estados Unidos, que todos los años entrega los prestigiosos Critics Choice Awards.
En 2017, hizo su debut en la televisión estadounidense en inglés como colaborador del programa ganador del Emmy de CBS The Talk. En 2019, comenzó a colaborar con los programas de la NBC Today Show y Access Hollywood.
En 2020, hizo una transición a las noticias duras y entrevistó para Telemundo a importantes políticos y figuras públicas como la vicepresidenta electa de los Estados Unidos Kamala Harris, el doctor Anthony Fauci, la congresista Alexandria Ocasio-Cortés y el activista de derechos humanos Martin Luther King III.

## Reconocimientos
Francisco Cáceres recibió tres Daytime Emmy Awards como productor y corresponsal de Un Nuevo Día, ganador de Mejor Show Matutino en Español en 2014, 2015 y 2017.
Además, fue reconocido con el Premio Ícaro al Cine y Video Centroamericano por el Mejor Spot de la región por Multiplicando, un comercial de interés social sobre el trabajo infantil y la falta de educación en El Salvador.
También presentó su cortometraje "Bebé a primera vista" en el Festival de Cine de Cannes, en la sección de Short Film Corner.